# メルサ
メルサ（MELSA）は、名鉄グループが展開するファッションビルである。
管理運営は名鉄プロパティマネジメントが行っている。
本項では、2023年3月までの運営企業である株式会社メルサ（英: MELSA CO.,LTD.）についても記述する。

## 概要

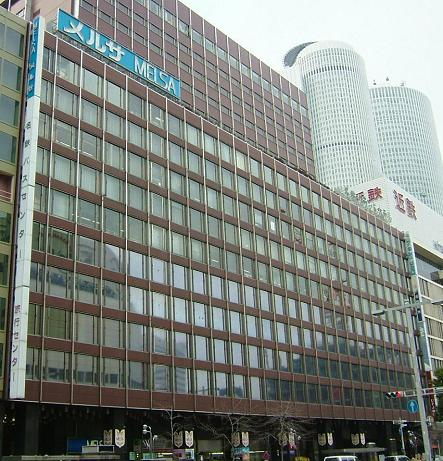
第1号店があった名鉄バスターミナルビル。現在は名鉄百貨店本店メンズ館。

1967年、床面積で当時東洋最大の規模を誇った「名鉄バスターミナルビル」が完成した際、地下1階から地上6階に開業した。
開業にあたり、名古屋鉄道と名鉄百貨店の共同出資で株式会社メイテツターミナル（1968年（昭和43年）に株式会社メルサと改称）を設立。「ターミナルビルにふさわしい店づくり」の発想のもと、日本で初めてのビル内での専門店街づくりが考え出された。この方式は「メルサ方式」として流通業界に広く知られるようになり、パルコやナビオ阪急など、同様の施設が日本全国に広まる先駆けとなった。
法人としてのメルサは、名鉄グループの中の名鉄都市開発グループに位置づけられていた。

## 特徴
当時の名鉄グループが持つ人脈、資金力を活かし、東西から選りすぐったテナントを誘致。銀座や大阪・心斎橋などの高級店に日参し出店要請をしたという。その結果、最終的に250余の店舗と契約を完了した。また、後にオープンした銀座店では、フランスの百貨店「ギャラリー・ラファイエット」と提携。ファッションの本場であるフランスの名品を仕入れた。
このように百貨店とは異なった形で高級専門店を一箇所に集めたのが最大の特徴である。

## 沿革
- 1965年（昭和40年）6月11日：運営会社の株式会社メイテツターミナルが設立。
- 1967年（昭和42年）6月：名古屋市中村区の名鉄バスターミナルビル内に「メルサ（後のメルサ駅前店）」がオープン。
  - 名古屋鉄道社長の土川元夫と人気スターの草笛光子、水谷良重によるテープカットにより開店。
- 1968年（昭和43年）：運営会社が株式会社メルサと改称。
- 1971年（昭和46年）10月：東京都中央区に「東京メルサ（後のメルサ銀座2丁目店）」をオープン。
  - 当初は仕入形態の違いから「株式会社東京メルサ」という別会社が運営していた。
- 1973年（昭和48年）9月：名古屋市中区に「名鉄栄メルサ・明治生命ビル店（現在のメルサプラッツ）」をオープン。
  - 新築された明治生命ビルの地下1階・地下2階を使用。
  - 新たに設立された、「株式会社名鉄栄メルサ」が運営。
- 1973年（昭和48年）12月：名古屋市中区に「名鉄栄メルサ・栄ビル店（現在のメルサ栄本店）」をオープン。
  - 栄開発ビルの1階から4階を使用。
  - 「株式会社名鉄栄メルサ」が運営。
- 1977年（昭和52年）12月：東京都中央区に「名鉄ニューメルサ」をオープン[3]。
  - 中村積善会が建設した銀座貿易ビルの全館を借り上げて運営。
  - メルサでは初めて売上最低保証制度を導入し、新たに設立された「株式会社名鉄銀座メルサ」が運営した。
- 1983年（昭和58年）3月：愛知県岡崎市に「岡崎メルサ」をオープン。
  - 西三河総合ビル内の「メイテツサンリバー」を営業譲渡の上、改称したもの。
- 1983年（昭和58年）5月：東京都目黒区自由が丘に「メルサ自由が丘店」をオープン。
- 1984年（昭和59年）5月：「株式会社メルサ」と「株式会社名鉄栄メルサ」が合併。「株式会社メルサ」になる。
- 1985年（昭和60年）2月：「株式会社東京メルサ」と「株式会社名鉄銀座メルサ」が合併。「株式会社名鉄銀座メルサ」になる。
- 1990年（平成 2年）3月：「株式会社メルサ」と「株式会社名鉄銀座メルサ」が合併「株式会社メルサ」になる。
- 1990年（平成 2年）11月：岐阜県岐阜市に「岐阜メルサ」、名古屋市中村区に「メルサグルメ館」オープン。
  - 岐阜メルサはファッション館とグルメ館の2棟構成で、ファッション館は名古屋鉄道、グルメ館は名鉄協商が所有。運営は新たに設立された「株式会社岐阜メルサ」が行なった。
- 1993年（平成 5年）3月：愛知県尾張旭市に「メルセーズ」をオープン。
- 2001年（平成13年）：「岡崎メルサ」閉店。
  - 建物上部で営業していた名鉄岡崎ホテルも2004年（平成16年）に閉館。
- 2002年（平成14年）7月：「株式会社岐阜メルサ」を吸収分割、名鉄協商の一事業部としての運営となる。
- 2005年（平成17年）9月1日[4]：
  - 名鉄百貨店に駅前店を譲渡（名鉄百貨店メルサ館を経て現在の名鉄百貨店メンズ館）。
  - 名鉄レジャックにメルサグルメ館を譲渡。
- 2007年（平成19年）3月：「メルサグルメ館」閉店。現在跡地には積水ハウスグループにより再開発が行われ、広小路ガーデンアベニューが建っている。
- 2009年（平成21年）9月：「岐阜メルサ」ファッション館、グルメ館が閉館（ファッション館跡地にはドン・キホーテが進出していたがドン・キホーテも2020年10月に撤退。グルメ館はシグザ神田に改名。）
- 2015年（平成27年）
  - 4月：「株式会社名鉄レジャック」を吸収合併[5]。
  - 9月18日：「ニューメルサ」が「イグジットメルサ（EXITMELSA）」としてリニューアルオープン[3]。
- 2021年（令和3年）8月31日：「メルサ銀座2丁目」閉店[6]。
- 2023年（令和5年）4月1日：「株式会社メルサ」が名鉄都市開発に合併し解散[7]。

## 名前の由来
メルサは造語であり、「Meitetsu Elegance Ladies Shopping Avenue」（メイテツ エレガンス レディース ショッピング アベニュー）の頭文字をつなげたものである。

## 店舗
- メルサ栄本店（名古屋市中区栄三丁目） - スカイルのキーテナント。
- メルセーズ（愛知県尾張旭市東本地ヶ原一丁目）
  - ビルや地下は存在せず、地上区画に各店舗が建っている。
- イグジットメルサ（EXITMELSA・銀座5丁目店：東京都中央区銀座五丁目）
- メルサ自由が丘店（東京都目黒区自由が丘一丁目）

### かつて存在した店舗
- 岡崎メルサ
- メルサ駅前店
  - 名鉄百貨店本店に隣接。
  - 2005年9月1日に名鉄百貨店に移管され、当初は「名鉄百貨店メルサ館」を名乗っていたものの、のちに名鉄百貨店メンズ館となっている。
- メルサグルメ館（名古屋市中村区名駅四丁目24-13[8]）
  - 2005年9月1日に名鉄レジャック（当時）へ移管。
  - 2007年2月28日に閉店[9]。
- 岐阜メルサ ファッション館
  - 2009年8月末に閉館[10]。
  - 跡地には2011年4月22日にドン・キホーテ柳ヶ瀬店が開店した[11]ものの、これも2020年10月25日に閉店した[12]。
- 岐阜メルサ グルメ館
  - 2009年8月末に閉館[10]。
  - 跡地は雑居ビルとなっている[12]。
- メルサプラッツ（名古屋市中区新栄町一丁目 明治安田生命名古屋ビル地下）
  - 2015年2月28日閉店[13]。
- メルサGinza-2（銀座2丁目店：東京都中央区銀座二丁目）
  - 1971年開店。老朽化及び建物の賃貸借契約終了により2022年8月末で営業終了し、閉鎖された[14]。
- 名鉄レジャック（愛知県名古屋市中村区名駅南一丁目）
  - 飲食店やボウリング場などが入居する総合レジャービルで1972年11月にオープンした[15]。なお、「レジャック」とは「世間のレジャーをジャックする」の意の造語である[16]。建物は地上8階、地下3階建ての延べ面積約1,5500m2で21店舗が入居[15]。かつては（株）名鉄レジャックが運営していたが、2015年4月に（株）メルサが吸収合併しており、以後メルサレジャック事業部が管理運営していた。
  - 名鉄などが当施設を含めた名古屋駅周辺の一体再開発を計画しており、建物の老朽化及び賃貸借契約終了の時期を踏まえ2023年3月末で営業終了し、閉館した[15][17]。
  - 2025年3月の時点で、建物自体の解体工事が完了し更地となっていたが[18]、同年8月8日から11月末までの期間限定で都市型広場「Meieki Parklet（メイエキパークレット）」がオープンしている[19]。
- メルサグルメプラザ（名古屋市東区東桜一丁目 NHK名古屋放送センタービル地下）
  - 2024年2月29日営業終了。
    - 2024年2月までに店舗が順次閉店し、2024年2月23日の時点で同所内での営業店舗は「カフェMELS」の1店舗のみとなっていた[20]。同店も2024年2月29日に閉店し[21]、全テナント撤退となった。

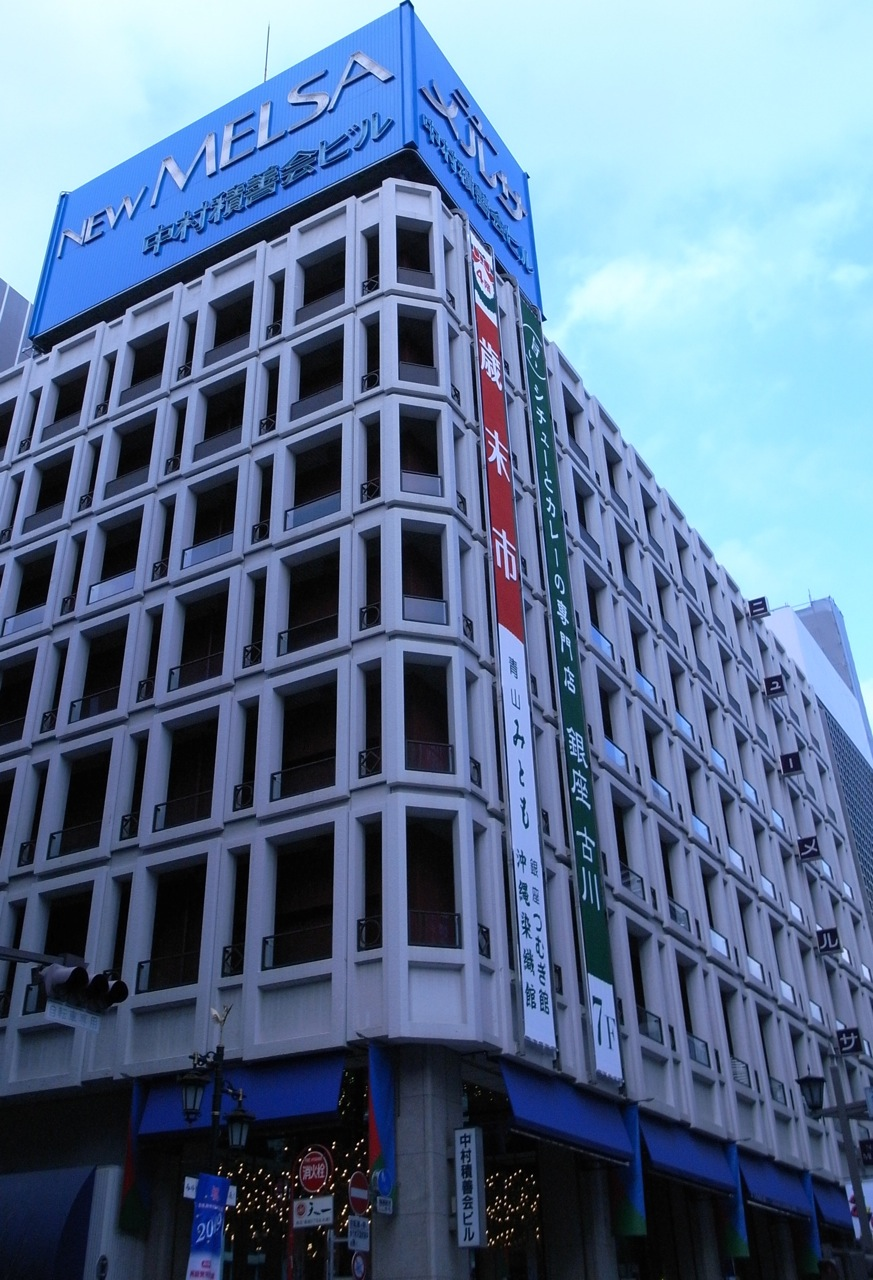
銀座ニューメルサ （リニューアル前）
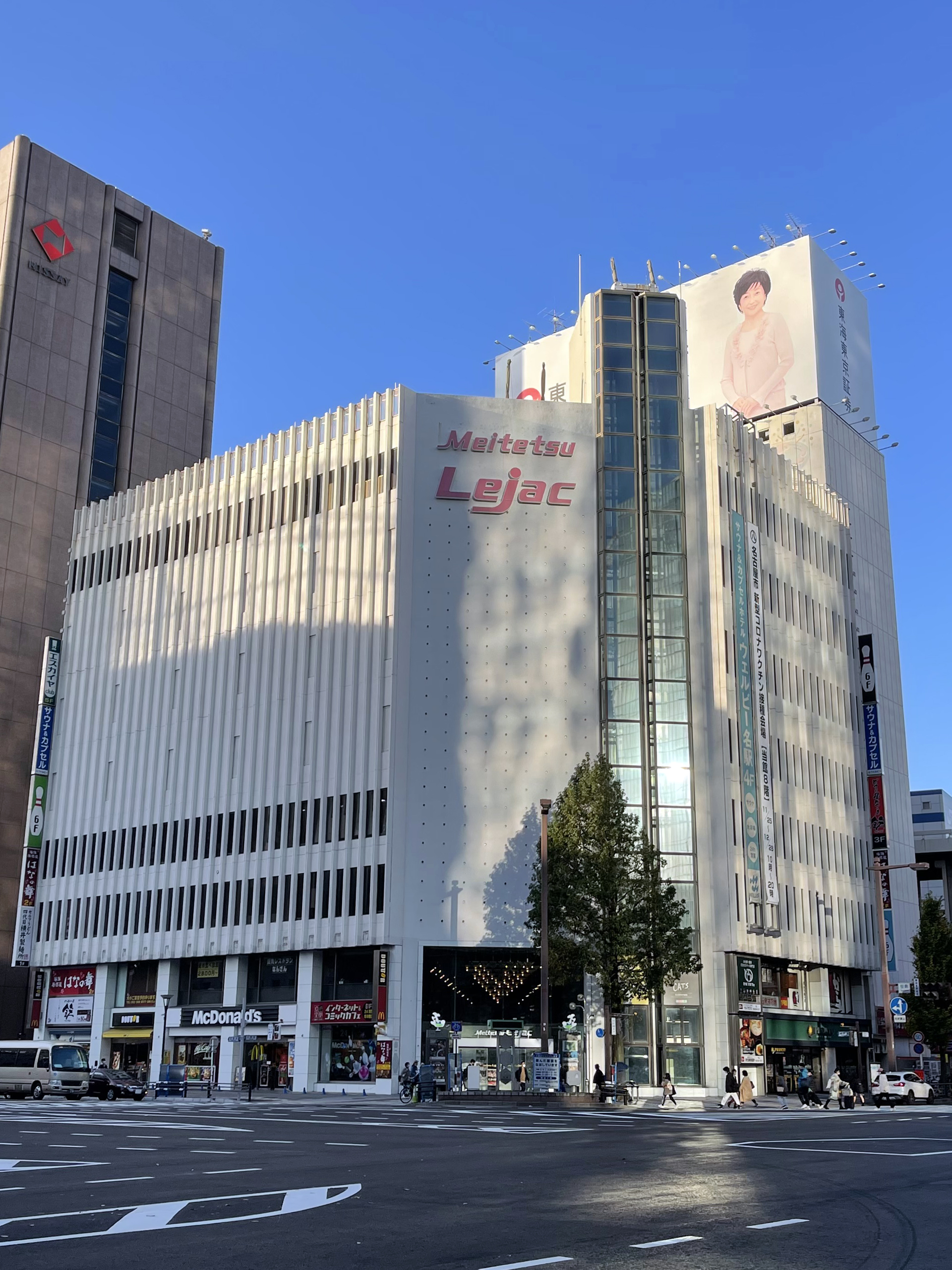
名鉄レジャック